# میز برت
کلئوپاترا هامفری انگلیسی: Cleopatra Humphrey با نام هنری میز برت (انگلیسی: Mz. Bratt؛ زادهٔ ۴ نوامبر ۱۹۸۸) یک خواننده و نوازنده اهل انگلستان است. وی از سال ۲۰۰۶ میلادی تاکنون مشغول فعالیت بوده‌است.